# Nậm Chà
Nậm Chà là một xã thuộc huyện Nậm Nhùn, tỉnh Lai Châu, Việt Nam.

## Địa lý
Địa giới hành chính xã Nậm Chà:
- Phía đông giáp các xã Nậm Hàng và Nậm Manh
- Phía tây và phía nam giáp tỉnh Điện Biên
- Phía bắc giáp xã Mường Mô và huyện Mường Tè.

Xã Nậm Chà có diện tích 192,49 km², dân số năm 2021 là 10.000 người, mật độ dân số đạt 20 người/km².

## Lịch sử
Xã Nậm Chà được thành lập vào ngày 2 tháng 11 năm 2012 trên cơ sở điều chỉnh 19.249,33 ha diện tích tự nhiên, 2.610 người của xã Mường Mô và được chuyển từ huyện Mường Tè về huyện Nậm Nhùn mới thành lập.